# Дубёнки (Дубёнский район)
Дубёнки (эрз. Тумобуе) — село, административный центр Дубёнского района Республики Мордовия.

## География
Расположен на небольшой речке Сюксюрьма в 78 км (по прямой) и 84 км (по автодороге) к северо-востоку от Саранска.
Климат
| Показатель              | Янв.  | Фев.  | Март  | Апр.  | Май  | Июнь | Июль | Авг. | Сен. | Окт. | Нояб. | Дек.  | Год   |
| ----------------------- | ----- | ----- | ----- | ----- | ---- | ---- | ---- | ---- | ---- | ---- | ----- | ----- | ----- |
| Абсолютный максимум, °C | 4,1   | 4,4   | 15,2  | 22,6  | 30,3 | 33,9 | 36,8 | 38,5 | 30,0 | 21,9 | 13,7  | 6,9   | 38,5  |
| Средняя температура, °C | −11,6 | −11,2 | −3,4  | 4,2   | 14,3 | 17,6 | 19,0 | 17,9 | 12,1 | 4,2  | −1,9  | −9,1  | 4,3   |
| Абсолютный минимум, °C  | −42,3 | −38,9 | −26,1 | −10,5 | −3,3 | 0,4  | 2,9  | 2,5  | −3,4 | −9,6 | −26,2 | −44,3 | −44,3 |
| Норма осадков, мм       | 39    | 35    | 31    | 33    | 39   | 53   | 59   | 57   | 43   | 39   | 42    | 32    | 492   |

## История
Территория современных Дубёнок до середины XVII века была заселена татарами: здесь находилось несколько их деревушек. С переселением татар на новые места жительства здесь образуется ничейная земля — Ногаевская пустошь, по имени последней татарской деревушки. Эти земли пустовали недолго. В Переписной книге «мордовских селений Алатырского уезда 1671 года» говорится, что «мордва деревни Дубёнки выставлялись на новые поля в Верхосурский стан и живут на Ногаевской пустоши».
Переселился сюда род Сайнека Найманова из деревни Дубёнки, что на Соласлейке (ныне территория Ичалковского района). Такое же название с добавкой «новые» дали поселенцы и своей деревне. Вскоре они послали челобитную царю Алексею Михайловичу, чтобы за ними была закреплена Ногаевская пустошь. 25 августа 1668 года «по указу Великого государя и Великого князя Алексея Михайловича по мордовскому челобитью подьячий Иван Супонев отписал Ногаевскую землю и отказал дубенской мордве Сайнеку Найманову со товарищи».
Впоследствии старожилы села убрали слово «новые» и своё село стали называть Дубёнками, а 1668 год стал официальным годом основания Дубёнок.
Наличие записей в писцовых книгах, согласно царскому указу от 25 августа 1668 года, помогло дубёнцам выиграть борьбу за Ногаевскую пустошь. В 1693 году князь Ф. Плещеев, чьи поместья были в Чеберчине и окрестных сёлах (в дальнейшем будут принадлежать роду Румянцевых), со своими людьми приехал в Дубёнки и зачитал челобитную, в которой якобы говорилось, что Ногаевская пустошь отныне принадлежит ему, и они, мордва, поселились сюда напрасно. Дубенцы не поверили своему гостю. На другой же день они послали Волотку Миронова в Алатырскую приказную избу с «выписями» своих земель, отведённых им 25 августа 1668 года.
По распоряжению стольника и воеводы К. П. Сомова была проведена проверка жалобы дубенцев согласно межевым писцовым книгам. В этой проверке участвовали и жители окрестных деревень Ардатово, Сыресево, Турдаково, Сабанчеево. Были восстановлены границы дубенских земель и составлена «Выпись 1694 года мордовской деревни Дубёнки на Ногаевскую пустошь бывших Буртасских деревень», в которой было записано: «И по указу Великих Государей и по сей выписи им дубенской мордве Волотке Миронову со товарищи той землёю и сьяными покоси по выше писаним урочищам впредь владеть и всякие Великих Государей подати платить с Алатарскою мордвою вмъсть. На подлинней по склейкомъ приписаю: Кирилла Сомов, справил Прошка Фурсов».
Так дубёнцы остались «хозяевами» Ногаевской пустоши, неся за царскую милость тяжёлое бремя денежного оброка и повинностей.
В середине XIX века село насчитывало около 3000 жителей.
С 1864 года село Дубёнки — центр Дубенско-Поводимовской волости.
В 1879 году прихожанами села был построен деревянный храм с двумя престолами: во имя живоначальной Троицы и во имя Святителя и Чудотворца Николая. В советское время здесь расположился цех Саранского телевизионного завода.
В том же 1879 году в Дубёнках открыта земская школа с трёхклассным курсом обучения. Первый учитель был выходец из крестьян, энтузиаст своего дела Василий Степанович Строганов. Он уделял много внимания разведению школьного сада, работе с родителями, учениками. Одиннадцать своих детей и десятки его воспитанников, стали учителями.
В начале XX века — в селе проживало более 3100 жителей.
Выходцы села принимали участие в первой русской революции 1905—1907 годов.
В честь 100-летия победы русского народа в Отечественной войне 1812 года дубёнцы посадили за околицей села тополёвую аллею, которая ныне находится на Центральной улице.
В марте 1918 года здесь организован Совет рабочих и крестьянских депутатов во главе с бедняком М. С. Кимкиным. Комитет бедноты возглавил батрак Ф. И. Малкин. В апреле 1918 года здесь состоялся первый волостной съезд Советов, провозгласивший Советскую власть.
С 1928 года Дубёнки — центр Дубёнско-Поводимовского, затем Дубёнского района.
В 1928 году в селе из 13 бедняцких хозяйств организуется колхоз «Память Ленина». Ныне это колхоз «Большевик», оснащённый техникой, специалистами, хорошей базой. Хозяйство многоотраслевое, развиты отрасли животноводства и растениеводства. Неплохо решаются социальные вопросы: жильё, дороги, детский сад, магазин, личное подворье.
В 1931 году здесь создана машинно-тракторная станция, ныне ремонтно-техническое предприятие. Из других промышленных предприятий и строительно-бытовых организаций: типография, масло дельный завод «Дубенский», дорожно-ремонтное: строительное управление, кирпичный завод, два С ремонтно-строительных участка, райбытуправление, районное потребительское общество, хлебокомбинат.
С 1966 года застраивается микрорайон из двухэтажных жилых зданий, в котором имеется 2 детских сада, аптека.
В 1977 году основано ПУ № 12. На 1 сентября 1992 года училище подготовило для района более тысячи специалистов — шофёров, механизаторов, слесарей.
В 1966 году заложен районный парк культуры и отдыха, в 1985 году — парк-сквер возле памятника павшим дубёнцам в годы Великой Отечественной войны в честь 40-летия победы советского народа.
В послевоенное время территория Дубёнок расширилась. Колхозом «Большевик» возведены целые посёлки для своих работников. Много жилья построило дорожное ремонтно-строительное управление, ремонтно-техническое предприятие и другие учреждения и организации.
16 января 2010 года в Дубёнсках открылось новое здание управления Пенсионного фонда.

## Население
| \| 1959[3] \| 1970[4] \| 1979[5] \| 1989[6] \| 2002[7] \| 2010[7] \| 2012[8] \| 2013[9] \| 2014[10] \| \| -------- \| -------- \| -------- \| -------- \| -------- \| ------- \| ------- \| ------- \| -------- \| \| 2903 \| ↗3127 \| ↘3027 \| ↗3837 \| ↘3581 \| ↘3325 \| ↘3241 \| ↗3311 \| ↗3324 \| \| 2015[11] \| 2016[12] \| 2017[13] \| 2018[14] \| 2019[15] \| 2021[1] \| \| \| \| \| ↗3325 \| ↘3274 \| ↗3280 \| ↘3210 \| ↘3133 \| ↗3307 \| \| \| \| 1000 2000 3000 4000 2002 2015 2021 |       |       |       |       |       |       |       |       |
| 1959 | 1970  | 1979  | 1989  | 2002  | 2010  | 2012  | 2013  | 2014  |
| 2903 | ↗3127 | ↘3027 | ↗3837 | ↘3581 | ↘3325 | ↘3241 | ↗3311 | ↗3324 |
| 2015 | 2016  | 2017  | 2018  | 2019  | 2021  |       |       |       |
| ↗3325 | ↘3274 | ↗3280 | ↘3210 | ↘3133 | ↗3307 |       |       |       |

Население — 4108 человек (1996), более двух третей — мордва-эрзя.

## Экономика
В районе действует ООО «Агрофирма Юбилейная», занимающаяся производством молочной и кисломолочной продукции. В посёлке Морга в 2009 году открылся мощный современный свинокомплекс ООО «Моргинское» (выращивание, откорм и селекция свиней беконной породы).

## Инфраструктура
Средняя школа в Дубёнках, из стен которой вышли десятки тысяч человек, среди них Герой Советского Союза А. А. Денисов, Герои Социалистического труда Д. Ф. Климкин, Н. М. Суродеев и А. Е. Каргин, доктор философских наук Г. И. Рузавин.
Из культурно-просветительских учреждений: филиал республиканского краеведческого музея, кинотеатр «Маяк», две библиотеки, районный Дом культуры, стадион, спортивные площадки. Население обслуживает районная больница с поликлиникой и отделением скорой помощи.
В селе памятник павшим воинам-односельчанам в годы Великой Отечественной войны. Четыре улицы носят имена Героев Советского Союза, уроженцев района: А. А. Денисова, А. А. Манина, Н. М. Бровцева, М. С. Жадейкина. Учительница школы К. Н. Вертьянова — автор нескольких учебников для учащихся начальных классов.
Из археологических памятников: могильник XVII века в местности «Колмонь потмо», недалеко от него селище с керамикой типа срубной культуры (эпоха бронзы).